# Euploea aristotelis
Euploea aristotelis är en fjärilsart som beskrevs av Otto Staudinger 1889. Euploea aristotelis ingår i släktet Euploea och familjen praktfjärilar. Inga underarter finns listade i Catalogue of Life.